# イケ・ショルンム
イケ・ショルンム（Ike Ibrahim Shorunmu、1967年10月16日 - ）は、ナイジェリアの元サッカー選手。元ナイジェリア代表。ポジションはゴールキーパー。

## 来歴
1992年にナイジェリア代表デビュー。2000年から多くの試合に出場し、アフリカネイションズカップ2000では全6試合に出場、準優勝した。アフリカネイションズカップ2002では5試合に出場し3位となり、2002 FIFAワールドカップでも2試合に出場した。ナイジェリア代表で通算34試合に出場した。

## 代表歴

### 出場大会
- ナイジェリア代表
  - 2002 FIFAワールドカップ

### 試合数
- 国際Aマッチ 34試合 0得点（1992年-2002年）[1]

| ナイジェリア代表 | 国際Aマッチ | 国際Aマッチ |
| 年               | 出場        | 得点        |
| ---------------- | ----------- | ----------- |
| 1992             | 3           | 0           |
| 1993             | 2           | 0           |
| 1994             | 1           | 0           |
| 1995             | 1           | 0           |
| 1996             | 0           | 0           |
| 1997             | 1           | 0           |
| 1998             | 1           | 0           |
| 1999             | 0           | 0           |
| 2000             | 8           | 0           |
| 2001             | 7           | 0           |
| 2002             | 10          | 0           |
| 通算             | 34          | 0           |